# Samuel Rajss
Samuel Rajss OFMConv., właśc. Leon Rajss (ur. 4 kwietnia 1850 w Miejscu, zm. 20 lipca 1901 w Krakowie) – polski franciszkanin konwentualny, prezbiter, prowincjał. 

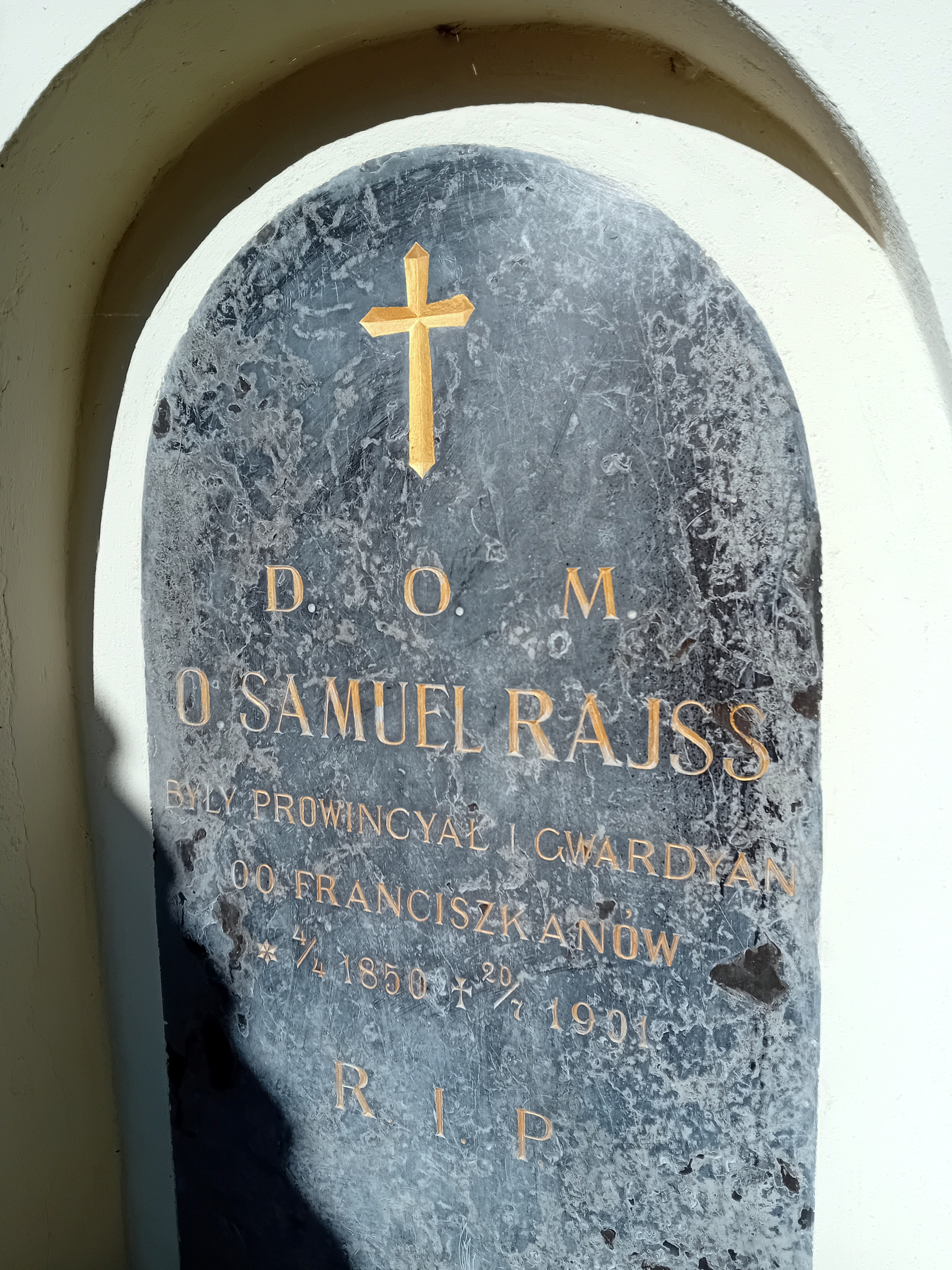
Tablica nagrobna na grobowcu sióstr Klarysek

## Życiorys
Urodził się 4 kwietnia 1850 w Miejscu jako Leon Rajss. Swoją religijność i powołanie zawdzięczał wychowaniu matki oraz wpływowi kościoła franciszkanów w Krośnie, gdzie uczęszczał w młodości.
W 1869 w wieku 19 lat wstąpił do zakonu franciszkanów (Zakon Braci Mniejszych Konwentualnych), a rok później we Lwowie złożył pierwsze śluby zakonne. W 1873 w Krakowie otrzymał sakrament święceń kapłańskich. Pełnił funkcję gwardiana klasztora franciszkanów w Sanoku oraz we Lwowie, zaś w obu miejscach wykazywał się pod względem organizacyjnym. Następnie sprawował urząd prowincjała (przełożonego) prowincji Galicja i Lodomeria we Lwowie w latach 1883-1892 przez okres trzech kadencji (w 1889 wybrany po raz trzeci). Wobec zastanej niekorzystnej sytuacji podjął wówczas reformę wewnętrzną w tej strukturze, wprowadzając m.in. życie wspólne zakonników. Po trzecim wyborze na stanowisko prowincjała w 1899 wprowadził reformę życia zakonnego pod nazwą Vita perfecte communis. Utworzył także bursę franciszkańską we Lwowie. Od 1892 był gwardianem w klasztorze franciszkanów w Krakowie, ponownie wybrany w 1895. Od 1 października 1899 wraz z o. Alojzym Karwackim był jednym z dwóch pierwszych franciszkanów przybyłych do nowo założonego konwentu w Jaśle, gdzie o. Rajss objął funkcję przełożonego i wkrótce potem założył tamże kongregację III Zakonu św. Franciszka. Później ponownie był gwardianem w Krakowie. Władał kilkoma językami obcymi. Tworzył poezje.
Zmarł po ciężkiej chorobie w nocy 20 lipca 1901 w Krakowie w wieku 51 lat. Został pochowany 22 lipca 1901 w grobowcu zgromadzenia sióstr klarysek na cmentarzu Rakowickim w Krakowie (kwatera Kb). W kościele franciszkanów w Krakowie zostało ustanowione epitafium upamiętniające o. Rajssa.

## Publikacje
- Przewodnik duchowy dla Tercyjarzów (1884; określany także jako Brewiarzyk tercjarski)[2][3]
- Zbiorek nabożeństwa dla bractw: a) Paska św. Franciszka, b) Niepokalanego Poczęcia Najświętszej Maryi Panny, c) Królowej Aniołów[2]
- Czytania duchowne na każdy dzień miesiąca dla członków III Zakonu[3]
- Św. Salome[3]
- Godzinki o bł. Kunegundzie[3]
- Przekład Adoro te devote autorstwa św. Tomasza z Akwinu[2]